# Labium associatum
Labium associatum là một loài tò vò trong họ Ichneumonidae.